# اسپرینگدیل (یوتا)
اسپرینگدیل (به انگلیسی: Springdale) شهری در ایالت یوتا کشور ایالات متحده آمریکا است که جمعیت آن در سرشماری سال ۲۰۱۰ میلادی، ۵۲۹ نفر بوده‌است.